# Aurel Acasandrei
Aurel Acasandrei (n. 5 mai 1939, București – d. 20 februarie 2006) a fost un pictor și grafician român.
Autor de portrete, peisaje, naturi statice și compoziții cu tematică socială și istorică, într-o viziune apropiată de ipostazele moderne ale realismului.

## Studii
A absolvit în 1958 Școala Medie de Arte Plastice din București având profesori pe Alexandru Cumpătă și Ion Popescu Negreni.
A continuat studiile la Institutul de Arte Plastice „Nicolae Grigorescu” din București, la clasa profesorului Ion Marșic, pe care le-a absolvit în 1964.
Din 1965 participă sporadic la anualele de stat și ale tineretului iar îm 1971 face o călătorie de studii în U.R.S.S.

## Expoziții personale
- București 1967
- București 1969
- București 1970
- București 1971

## Afilieri
Din 1970 a devenit membru al Uniunii Artiștilor Plastici din România.

## Activitatea artistică
A participat la expozițiile organizate de U.A.P, la expozițiile anuale de stat, Saloane și alte expoziții colective de pictură.

### Expoziții personale
- 1967 – sala Kalinderu
- 1969 – holul Universității București; - sala Dalles
- 1970 – sala Kalinderu
- 1973 – sala Apollo
- 1978 – sala Simeza
- 1982 – sala Orizont
- 1986 – sala Căminul Artei (parter)
- 1993 – retrospectivă – sala Căminul Artei (etaj)
- 1993 – sala Centrului Cultural al Ministerului de Interne
- 1995 – sala Centrului Cultural al Ministerului de Interne
- 1999 – sala Căminul Artei (parter)
- 2000 – Albania, sala de expoziții din Pogradec
- 2001 – sala „Constantin Brâncuși” a Palatului Parlamentului
- 2003 – sala Centrului Cultural al Ministerului de Interne
- 2005 - sala Căminul Artei (parter)

### In memoriam
- 2009 – Expoziția comemorativă Aurel Acasandrei: 70 de ani de la naștere, librăria Cărturești, București
- 2009 (22 mai - 3 iunie 2009)[4] - expoziție retrospectivă desen și pictură, Galeria Apollo, București
- 2009 - Expoziție retrospectivă la Muzeul de Artă Craiova
- 2009 - Expoziție la Centrul de Arte Vizuale București (Căminul Artei)
- 2010 - Expoziție Galeria "Constantin Piliuță" Buc.
- 2010 - Expoziție "ACASANDREI - Atelierul și copiii" la Muzeul Țăranului Român - Sala "Irina Nicolau"